# San José del Fragua
San José del Fragua – miasto w Kolumbii, w departamencie Caquetá.